# محمد حسن خان
محمد حامد حسن خان (عربی مصری: محمد حامد حسن خان؛ ۲۶ اکتبر ۱۹۴۲ – ۲۶ ژوئیهٔ ۲۰۱۶) کارگردان فیلم، فیلم‌نامه‌نویس و بازیگر اهل مصر بود. دختر کارخانه، بازگشت یک شهروند از فیلم‌های است که او کارگردانی کرده‌است.
او از کارگردان‌هایی است که بخاطر فعالیت‌هایش در دههٔ ۱۹۸۰ در سینمای مصر شناخته می‌شود.